# Agromyza megalopsis
Agromyza megalopsis este o specie de muște din genul Agromyza, familia Agromyzidae, descrisă de Erich Martin Hering în anul 1933.
Este endemică în Germania. Conform Catalogue of Life specia Agromyza megalopsis nu are subspecii cunoscute.